# Ordonnance Dieudonné du Conseil d'État du 9 janvier 2014
L'ordonnance du 9 janvier 2014 du Conseil d'État annule une ordonnance de référé-liberté du tribunal administratif de Nantes du 9 janvier 2014, qui a suspendu les effets d’un arrêté d’interdiction du spectacle Le Mur de Dieudonné qui devait se tenir le soir même au Zénith de Nantes, ce qui a pour conséquence d'interdire effectivement ledit spectacle.
Abondamment commentée dans la presse, l'ordonnance est majoritairement critiquée par la doctrine qui en souligne les conséquences négatives sur les libertés fondamentales, en particulier la liberté d'expression.

## Contexte
Déjà condamné plusieurs fois pour incitation à la haine - en l'espèce, des propos antisémites[réf. nécessaire], l'humoriste Dieudonné interprétait depuis juin 2013 un nouveau one-man-show intitulé Le Mur. En décembre de la même année, le président de la République François Hollande, recevant une délégation du CRIF, dénonce, sans jamais citer Dieudonné, « le sarcasme de ceux qui se prétendent humoristes et qui ne sont que des antisémites patentés ».
Quelques jours plus tard, plusieurs médias décrivent le contenu du spectacle de Dieudonné, sur lequel rien n'a jusqu'alors filtré. Le Monde relève de nombreuses allusions antisémites. Un reportage de Complément d'enquête, sur France 2, met notamment en relief des attaques contre le journaliste Patrick Cohen, animateur de France Inter qui s'en était pris peu avant à Dieudonné, et au sujet duquel l'humoriste fait allusion aux chambres à gaz,. Le Ministre de l'Intérieur Manuel Valls annonce à la fin du mois de décembre étudier des voies juridiques pour interdire ses spectacles et réunions publiques et publie, le 6 janvier 2014, une circulaire détaillant les outils juridiques à la disposition des maires et préfets pour interdire, en cas de troubles à l'ordre public, le spectacle de l'humoriste.
Sur le plan juridique, la jurisprudence René Benjamin de 1933 sur les troubles à l'ordre public porte sur la liberté de réunion ; elle ne permet donc pas stricto sensu l'interdiction préventive d'une manifestation artistique. La circulaire du ministère de l'intérieur s'appuie en conséquence sur une autre jurisprudence du Conseil d'État qui a, en 1995, validé l'interdiction d'un spectacle de lancer de nain, estimant que cette représentation attentait à la dignité de la personne humaine et que celle-ci devait être regardée comme une composante de l’ordre public,,.
Alors que Dieudonné doit se produire le 9 janvier 2014 au soir au Zénith de Nantes et à trois jours du début de la tournée, le ministre de l’Intérieur, Manuel Valls, a fait parvenir aux préfets et aux édiles une circulaire leur rappelant les outils juridiques permettant d’empêcher les représentations du spectacle. Le préfet de Loire-Atlantique interdit sa représentation.
Dans un premier temps, le tribunal administratif de Nantes, considérant que le spectacle « ne peut être regardé comme ayant pour objet essentiel de porter atteinte à la dignité humaine » et que « le risque de trouble public causé par cette manifestation [ne peut] fonder une mesure aussi radicale que l’interdiction de ce spectacle », annule cet arrêté d'interdiction,,. Le ministre de l'Intérieur saisit alors immédiatement le Conseil d'État, tandis que Jacques Verdier, l'avocat de Dieudonné, dénonce un « acharnement envers son client », tout en se disant « confiant en la justice, confiant en ce qui pourrait être décidé par le Conseil d'État ».

## Événements de la journée du 9 janvier 2014
Le 9 janvier 2014, vers 13 h, le tribunal administratif de Nantes autorise le spectacle Le Mur, annulant en référé l'arrêté d’interdiction pris le 8 janvier 2014 par le préfet de Loire-Atlantique.

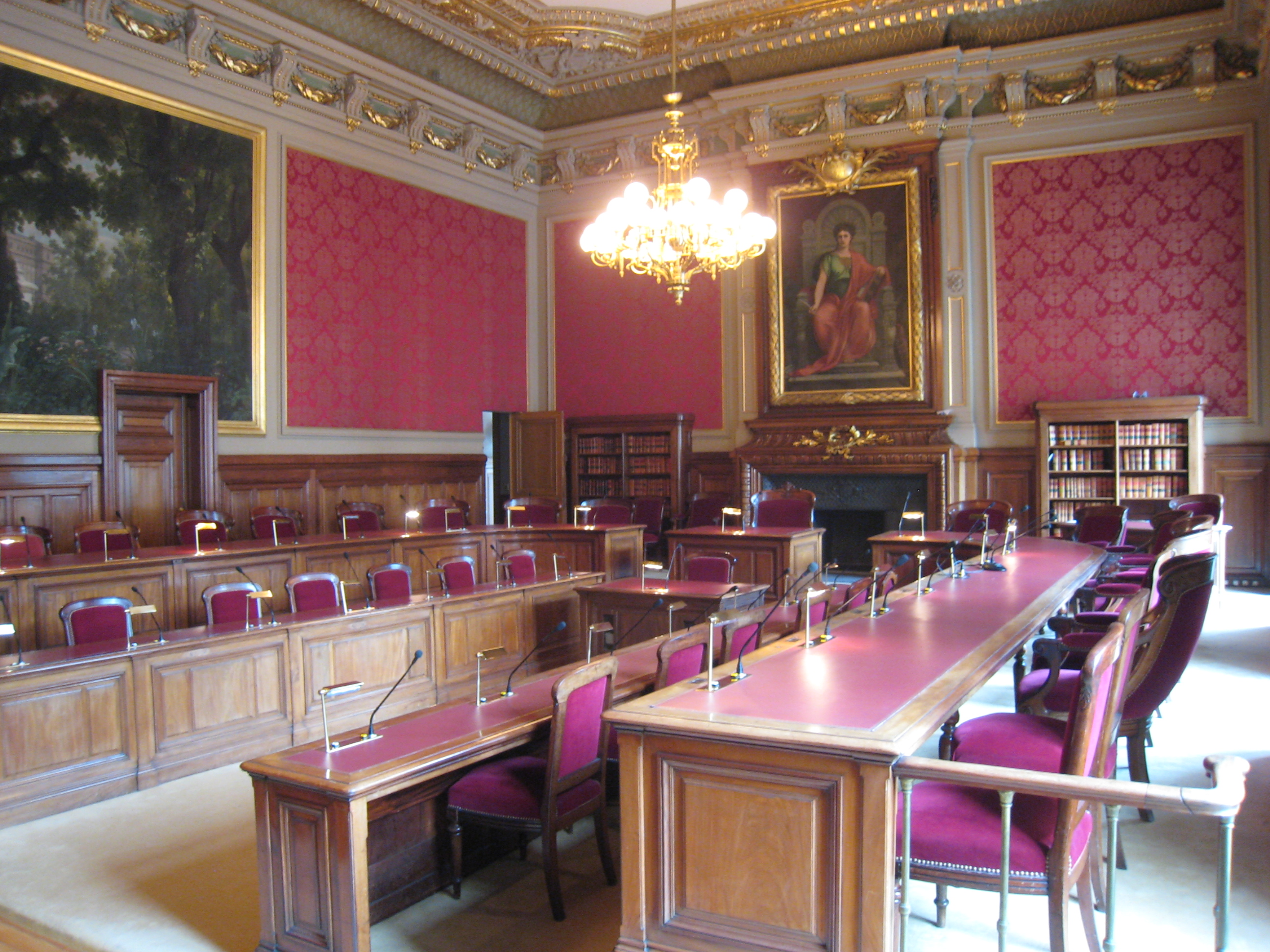
Salle du contentieux du Conseil d'État.

Manuel Valls saisit le Conseil d'État à 15 h. Trois heures plus tard, l'audience se termine.
Vers 18 h 40,, le juge des référés du Conseil d'État publie sa décision de quatre pages, qui annule la décision du tribunal administratif et valide l'interdiction du spectacle. Dieudonné, dont la représentation devait commencer à 20 h, doit renoncer in extremis à se produire à Nantes.

## Conséquences immédiates
Deux jours après la décision du Conseil d'État, et alors que ses représentations sont également interdites à Tours, Orléans et Paris,, Dieudonné donne une conférence de presse pour annoncer qu'il interrompt définitivement sa tournée et renonce à son spectacle. L'humoriste précise que, souhaitant avant tout calmer les choses, il se conformera à la légalité dans un « État de droit » ; il ajoute « Bien évidemment, je ne suis pas un nazi, je ne suis pas un antisémite »,.

## Position du Conseil d’État
Le 9 janvier 2014, le juge des référés du Conseil d'État (en la personne de Bernard Stirn, président de la section du contentieux), annule l'ordonnance de référé-liberté du tribunal administratif de Nantes du même jour qui a suspendu les effets d’un arrêté d’interdiction du spectacle de Dieudonné Le Mur. Le Conseil d'État estime qu'« au regard du spectacle prévu, tel qu’il a été annoncé et programmé, les allégations selon lesquelles les propos pénalement répréhensibles (...) relevés lors des séances tenues à Paris ne seraient pas repris à Nantes ne suffisent pas pour écarter le risque sérieux que soient de nouveau portées de graves atteintes au respect des valeurs et principes, notamment de dignité de la personne humaine, consacrés par la Déclaration des droits de l’homme et du citoyen et par la tradition républicaine »,.
Le 10 janvier, le juge des référés du Conseil d'État (cette fois en la personne de Jacques Arrighi de Casanova, président adjoint de la section du contentieux), valide l'interdiction du spectacle de Dieudonné à Tours et confirme la position du Conseil d'État.
Le 10 janvier le Conseil d'État précise qu'Arno Klarsfeld, membre du Conseil d'État qui a, en tant que militant associatif, appelé à manifester contre l'humoriste, n'est pas intervenu et ne pourra pas intervenir dans le jugement du Conseil d'État concernant Dieudonné, en raison des « règles de déontologie internes, dites “de déport” », qui interdisent aux conseillers d'État de se prononcer sur une affaire dans laquelle ils ont un intérêt.
Le 11 janvier, le Conseil d'État en tant que juge des référés valide l'interdiction du spectacle de Dieudonné à Orléans.
Le 11 janvier, le vice-président du Conseil d'État Jean-Marc Sauvé défend la position de l'institution dans un entretien au journal Le Monde. Il évoque des décisions dans la « continuité de la jurisprudence » du CE face à une « situation inédite » et invoque pour justifier les décisions du CE les notions d'« atteinte à la dignité humaine » et de « cohésion nationale ».

### Commentaires favorables
Selon Denys de Béchillon, professeur de droit public à l'Université de Pau, la position du Conseil d'État « a une cohérence juridique profonde ». Il y voit « un signe de très bon fonctionnement de la justice ». S'agissant de la « cohésion nationale », il renvoie au Préambule de la Constitution de 1946, repris par le Préambule de la Constitution de 1958, et explique : « nous avons, depuis la fin de la guerre, construit notre identité, le fond de notre vouloir vivre collectif sur la détestation de la barbarie nazie. Il y a beaucoup de justesse et d'intelligence à avoir fait de la lutte contre l'antisémitisme une part de notre cohésion souhaitée. »
Selon Fréderic Rolin, professeur de droit administratif à Jean-Monnet Paris Sud, l'ordonnance Dieudonné du Conseil d'État est « une décision logique dans le contexte contemporain de la liberté d'expression », qui s'inscrirait dans la continuité de la jurisprudence du Conseil d'État (notamment les arrêts Commune de Morsang-sur-Orge de 1995 et « Soupe au cochon » de 2007), y compris, selon lui, l'arrêt Benjamin de 1933. Pour ce professeur, cette décision de justice serait « la première qui ait été entièrement rendue possible grâce aux informations délivrées par Internet et aux différents modes de communications qu'il procure ».

### Commentaires défavorables
Qualifiée de régression « lourde de conséquences pour la liberté d’expression » par la Ligue des droits de l'homme, l’ordonnance du 9 janvier 2014 « est extrêmement préoccupant pour les libertés publiques » selon Philippe Bilger.
Ainsi, Maître Eolas évoque « un régime préventif de la liberté d'expression » et critique « un attentat » contre la liberté d'expression. Ces juristes se disent haut et fort opposés à toute forme de censure qui empêcherait Dieudonné de se produire en spectacle,.
Évelyne Sire-Marin, vice-présidente du TGI de Paris, condamne un « mépris du principe fondamental de la séparation des pouvoirs » et fustige « une conception terriblement mécanique de la récidive » qui laisse entrevoir un monde arbitraire à la Minority Report où les juges « sondent les cerveaux des pré-criminels avant de les emprisonner ».
L'ancien ministre Jack Lang, agrégé de droit public et ancien professeur de droit à l'université Paris-X-Nanterre voit « une profonde régression » dans cette décision et se déclare choqué par la confusion entre les ordres juridictionnels que sont l'ordre administratif et l'ordre judiciaire. Il critique la fragilité et le flou des notions d'« atteinte à la dignité humaine » et de « cohésion nationale » avancée par le Conseil d'État. Il y voit « un retournement de jurisprudence » « qui tend à instaurer une sorte de régime préventif, voire de censure morale préalable à la liberté d'expression »,.
Serge Sur, professeur émérite de droit public à l’université Panthéon-Assas, voit dans le 9 janvier 2014 un « jour de deuil pour la liberté ». Il tient l'argument du CE selon lequel « il appartient en outre à l’autorité administrative de prendre les mesures de nature à éviter que des infractions pénales soient commises » comme l'équivalent de la réintroduction de la censure et rappelle a contrario que l’infraction pénale « ne saurait donc être ni présumée ni anticipée par un procès d’intention ». Il souligne le risque de conflit d’intérêt « entre le Conseil d’État conseil du gouvernement et le Conseil d’État juge du gouvernement » et le lien « incestueux » que crée cette proximité avec l’exécutif. Il estime enfin que la rapidité avec laquelle a été rendue l'ordonnance devrait jouer en la défaveur du CE lorsque le dossier sera présenté à la Cour européenne des droits de l'homme, « très sensible à l’exigence d’un procès équitable ».
Un conseiller d'État s'exprimant dans le magazine Causeur sous le pseudonyme de Zadig eu égard à son devoir de réserve, rappelle « l'esprit de notre droit en vertu duquel tout litige, même dans l'urgence, est soumis à un double degré de juridiction et à un examen au fond, plus serein, en formation collégiale » : en l'occurrence, il souligne d'une part qu'« un homme seul » a « tranch[é] dans l'urgence un litige touchant à une liberté publique fondamentale » ; et d'autre part que les ordonnances Dieudonné rendues les 9, 10 et 11 janvier 2014 « opèrent une nette inflexion de la jurisprudence sur les atteintes à la liberté d'expression au nom de l'ordre public, dite jurisprudence « Benjamin » (1933) ». Il considère ainsi que lesdites ordonnances « ont révélé le régime particulier de la justice administrative. (...) cette procédure [du référé-liberté], légale mais baroque et dévoyée, met à mal le jeu des recours sereins au fond, transformant une question d'évidence en jurisprudence définitive, s'imposant à toutes les juridictions inférieures ».

### Articles liés
- Conseil d'État (France) > Grands arrêts en droit administratif français
- Soupe au cochon
- Antisémitisme en France
- Liberté d'expression
- Ordre public
- René_Benjamin#La jurisprudence « Benjamin »